# Латабар, Кальман
Ка́льман Ла́табар (венг. Latabár Kálmán; 24 ноября 1902, Кечкемет, Австро-Венгрия, ныне Венгрия — 11 января 1970, Будапешт, Венгрия) — венгерский актёр театра и кино, представитель актёрской династии Латабаров.

## Биография
Окончил Высшую школу театрального искусства в Будапеште. В 1940—50-е годы был одним из самых популярных комиков Венгрии. На сцене неизменно выступал в театре оперетты Будапешта. В кино дебютировал в 1936 году.

## Избранная фильмография
- 1937 — Платите, господа! / Fizessen, nagysád! — Bukovác Pál, tornatanár
- 1939 — Никогда не воровал / Nem loptam én életemben —
- 1940 — Кивер и шляпа / Csákó és kalap —
- 1940 — Клетчатый пиджак / Pepita kabát — Laczffy, táncoskomikus
- 1942 — Безумец творит кучу глупостей / Egy bolond százat csinál — Egy kitalált föúr / gróf Rod-Igor Szu-Arew, Luxonia grófja
- 1944 — Жених из Африки / Afrikai völegény — Kökény Tóbiás
- 1949 — Мишка-аристократ / Mágnás Miska — Pixi
- 1949 — Яника / Janika — Fenek Jenõ
- 1950 — С песней по жизни / Dalolva szép az élet — Bálint Seregély
- 1953 — В одном универмаге / Állami áruház — Dániel
- 1953 — С юным сердцем / Ifjú szívvel — Matejka bácsi
- 1954 — Выше голову / Fel a fejjel — Peti bohóc (в советском прокате «Судьба клоуна»)
- 1958 — Что за ночь! / Micsoda éjszaka! — Törös Antal
- 1963 — Египетская история / Egyiptomi történet — Calvarossi, bûvész

## Награды

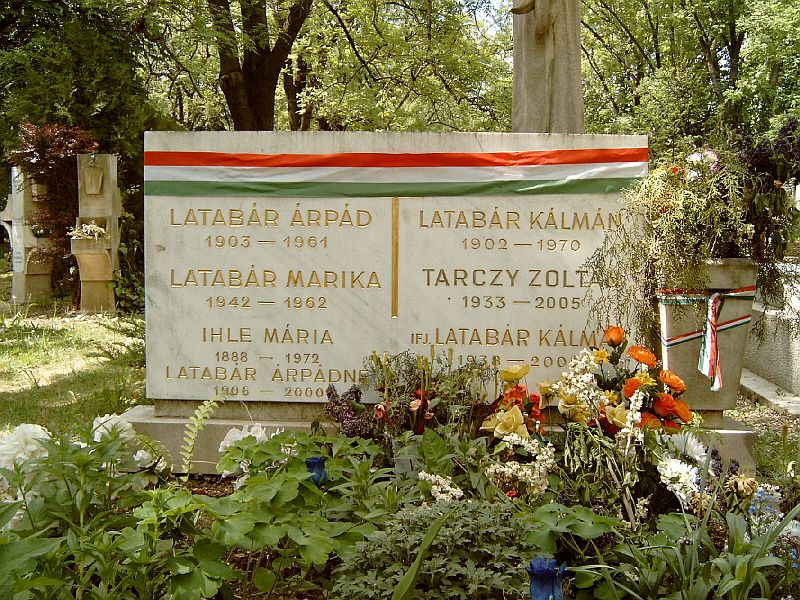
Могила Кальмана Латабара на кладбище Фаркашрети в Будапеште

- 1950 — Премия имени Кошута
- 1950 — Заслуженный артист ВНР
- 1953 — Народный артист ВНР